# 反恋愛主義
『反恋愛主義』（原題：Csak szex és más semmi）は。2005年のハンガリー映画。日本では2008年に劇場公開。

## ストーリー
32歳になる人気劇作家のドラは、昔の友人が結婚して子供がいるのを見て焦っていた。だが、恋人の弁護士が実は妻子持ちであることが発覚。その後、彼女は新しい結婚相手候補を探し始めるのだが・・・。

## キャスト
- ユーディト・シェル：ドラ
- カタ・ドボー：ゾフィ
- シャーンドル・チャーニ：タマス
- ゾルターン・セレス：ピーター
- カーロイ・ゲステシ：バスコ
- オデール・ヨルダーン：サティ
- オントル・チョプコー：アリ
- ラースロー・シンコー：ティバダール
- マールタ・マールティン：マルギット
- ゾルターン・ラートーティ

## スタッフ
- 監督：クリスティナ・ゴダ
- 衣装：アーダーム・キシュプルミク
- 録音：ヤーノシュ・チャーギ、アッティラ・トーゼール
- 字幕監修：倉田真由美
- プロダクション・デザイン：ガーボル・ヴォルツ